# Хатамов, Мушфиг Муршуд оглы
 Мушфиг Муршуд оглы Хатамов (азерб. Müşfiq Mürşüd oğlu Hətəmov; род. 6 мая 1969, Гюллиджа, Агдамский район) — сценарист, кинопродюсер, директор киностудии «Азербайджанфильм» (2011—2019), бывший директор Space TV (2021—2023), председатель Гильдии продюсеров Азербайджана (2012—2022), заслуженный деятель искусств Азербайджана (2016).

## Жизнь и деятельность
Мушфиг Хатамов родился 6 мая 1969 года в Агдамском районе. В 1976—1986 годах получил среднее образование, в 1986 году поступил на актёрский факультет драмы и кино Азербайджанского государственного художественного института имени М.Алиева, а в 1992 году окончил это учебное заведение. Служил в армии в 1987—1989 годах.

## Творчество
В 1992—2002 годах преподавал режиссуру и актерское мастерство молодому поколению в Бакинском культурно-просветительском техникуме имени Ахмеда Джавада. В основанном им в 2000 году ООО «ММ» он был руководителем около 100 концертов и телепрограмм, рекламных кампаний, продюсером 12 видеофильмов, автором многих телепроектов. С 2002 по 2006 год работал инспектором Управления кинематографии Министерства культуры Азербайджанской Республики, с 2006 года — заведующим сектором государственного реестра фильмов Управления кинематографии Министерства культуры и туризма. с 2010 года — заместитель директора Департамента кинематографии. С декабря 2011 по 2019 год возглавлял киностудию «Азербайджанфильм» имени Дж. Джаббарлы. В 2012—2022 годах он был председателем Гильдии продюсеров Азербайджана, а в 2021—2023 годах — генеральным директором Space TV.

## Награды
- Премия «Хумай» (номинация «Успешный продюсер») 2014 г.
- Приз международного жюри «Особое событие» 13-го Международного кинофестиваля в Пуне (Индия) как продюсер художественного фильма «Набат» 2015 г.
- Премия «Золотая фея» в номинации «Лучший продюсер» за фильм «Набат» 2015 г.[3]
- Заслуженный деятель искусств Азербайджана 29 июля 2016 г.[2][4]

## Фильмография

### Как руководитель рекламной кампании
1. Мехелле (фильм, 2003) (художественный фильм)
2. Мехелле 2 в Москве (фильм, 2004) (художественный фильм)
3. Мешеди Ибад 94 (фильм, 2005) (художественный фильм)

### Как актер
1. Кючяляря су сяпмишям (фильм, 2004) (художественный фильм) (роль: курьер)

### Как продюсер
1. Бомба (фильм, 2005) (художественный фильм)
2. Свадьба (фильм, 2005) (художественный фильм)
3. Моя семья (фильм, 2006) (трехсерийный фильм)
4. Интерпапа (фильм, 2006) (художественный фильм)
5. Соседи (фильм, 2006) (игровой сериал)
6. Халал пуллар (фильм, 2008) (художественный фильм)
7. Град (фильм, 2012) (художественный фильм)
8. Степняк (фильм, 2012) (художественный фильм)
9. Посол зари (фильм, 2012) (художественный фильм)
10. Махмуд и Марьям (фильм, 2013) (художественный фильм)
11. Записки дервиша (фильм, 2013) (художественный фильм)
12. Не бойся, я с тобой! 1919 (фильм, 2013) (художественный фильм)
13. Набат (фильм, 2014) (художественный фильм)
14. Вниз по ручью (фильм, 2014) (художественный фильм)
15. Последняя битва (фильм, 2014) (художественный фильм)
16. Не умирай без мести. Письма из прошлого (фильм, 2014) (художественный фильм)
17. Последний (фильм, 2014) (короткометражный художественный фильм)
18. Иникас (фильм, 2014) (короткометражный игровой фильм)[5]
19. Чемпион (фильм, 2014) (документальный)
20. Тяжелые годы… Хорошие воспоминания (фильм, 2014) (документальный)
21. Урок (фильм, 2015) (художественный фильм)
22. Прерванные воспоминания (фильм, 2015) (художественный фильм)
23. Танец добра и зла (фильм, 2015) (художественный фильм)
24. 4.1 городские мотивы (фильм, 2015) (киноальманах)
25. Убийца (фильм, 2015) (художественный фильм)
26. На 40-й параллели (фильм, 2016) (киноальманах)
27. Красный сад (фильм, 2016) (художественный фильм)
28. Ичяри Шяхяр (фильм, 2016) (художественный фильм)
29. Человек третьего дня (фильм, 2016) (художественный фильм)
30. Экстремальное соответствие (фильм, 2016) (художественный фильм)
31. Нет такого разговора (фильм, 2017) (полнометражный художественный фильм)
32. Ваш дом в безопасности (фильм, 2017) (художественный фильм)
33. Гранатовый сад (фильм, 2017) (художественный фильм)
34. Остров внутри (фильм, 2019) (художественный фильм)

### Как художественный руководитель
1. Сират кёрпюсю (фильм, 2007) (художественный фильм)

### Как сценарист
1. История актера. Мамедрза Шейхзаманов (фильм, 2014) (короткометражный документальный телефильм)